# Front d'Alliberament Nacional Moro
El Front d'Alliberament Nacional Moro (Moro National Liberation Front, MNLF) fou fundat el 1969 per estudiants i professionals moros a Manila.

## Antecedents
El maig de 1968, després de la massacre de Jabidah, es va fundar el Moviment Musulmà per la Independència (MIM). En 1969, Malàisia va començar entrenar i armar als musulmans filipins, però el MIM, molt pressionat pel govern, mai va obtenir suport popular entre els moros i el 1970 va acordar dissoldre's després de reunir-se amb l'aleshores president Ferdinand Marcos. Després, les elits moros i líders estudiantils que estudiaven a la Universitat de les Filipines, Egipte i al Pròxim Orient, que intentaven crear una nació musulmana independent al sud de les Filipines  van establir una segona organització, l'Organització d'Alliberament de Bangsa Moro (BMLO), que aviat va implosionar per conflictes generacionals entre els seus membres. L'octubre de 1972, els líders de la generació més jove, que consideraven antiquats i corruptes als majors, van fundar oficialment l'MNLF a Pulau Pangkor, Malàisia. Nur Misuari, un dels primers líders estudiantils del moviment, es va convertir en el primer president de l'MNLF i Abulkhayr Alonto com a vicepresident. El primer comitè provincial es va establir a Cotabato sota la direcció de Hashim Salamat.
El 1971 el congressista Rashid Lucman, l'ex senador Salipada Pendatun i l'ex senador Domocao Alonto van fundar una organització legal anomenada Islamic Directorate of the Philippines, que es declarava representant del poble moro, i va demanar ajut a Líbia. Aquest país va donar efectivament ajut però quan ho van fer ja va anar a parar en la seva major part al MNLM.
El 21 de setembre de 1972 el president Ferdinand Marcos va imposar la llei marcial establint una forta dictadura El 21 d'octubre de 1972 es va revoltar per motius professionals el cap de la policia de Marawi, Sacar Basman, i va tenir el suport d'estudiants, religiosos i militants independentistes, i el president Marcos va ordenar la confiscació de totes les armes en mans de civils, i els partits polítics, inclosos el Organització d'Alliberament de Bangsa Moro (BMLO) i el Moviment Musulmà per la Independència (MIM), van ser dissolts i també van esclatar conflictes armats amb bandes de cristians a Kauswagan, Bacolod, i Kolambogan. L'assalt a Marawi no es va fer esperar i els rebels van demostrar que no estaven preparats. Els revolucionaris van aixecar una bandera verda però foren derrotats amb certa facilitat i el 24 d'octubre tot s'havia acabat. Basman i els seus es van escapar a les muntanyes i van continuar per un temps una poc eficaç lluita de guerrilla.
Els principals grups moro es van deteriorar, i el recentment format i més radical MNLF va poder dominar ràpidament el moviment separatista moro, unint les forces rebels que havien lluitat per separat contra el govern filipí i els grups armats cristians i el MNLF es va convertir en l'única veu dominant que demanava la independència de Moro i va poder reunir una força armada important.
El 1973 es va portar la seu del FMLN a Sabah i Hashim Salamat va romandre a Cotabato dirigint la lluita armada a gran escala fins al desembre, quan fou cridat a Líbia, i a Cotabato (en moro Kutawato) fou substituït per Amelil "Ronnie" Malaguiok.
El 1975 Misuari va abandonar Sabah i es va reunir amb Hashim Salamat a Líbia i de fet els dos homes van dirigir el MNLF després de l'elecció de Hashim Salamat com a secretari d'afers exteriors.
El 1976 Moammar al-Gaddafi va negociar una negociació entre el govern de les Filipines i el líder del MNLF, Nur Misuari, que va conduir a la signatura de l'Acord de Tripoli MNLF-GRPH de 1976, en què el MNLF va acceptar l'oferta de semi-autonomia del govern filipí de les regions en disputa.
El desembre de 1976 es va signar l'acord de Trípoli però els esdeveniments que van seguir van suposar un fracàs, ja que l'acord no es va poder implementar mai per la mala fe del govern filipí, car establia l'autonomia per 13 províncies però pel govern va voler referèndum sabent que la població de moros era minoria en moltes a causa de la forta emigració dels pobladors del nord).
El 21 de setembre de 1977 57 oficials del Kutawato Revolutionary Committee (KRC) van demanar la destitució de Nur Misuari com a president i la seva substitució per Hashim Salamat. Aquest estava pressionat per una cinquantena d'ulemes per trencar amb Misuari. Altres peticions similars es van fer des de Lanao, Zamboanga del Sud, Davao i altres llocs. Finalment el 26 de desembre de 1977, Hashim va donar el pas, i es va declarar president del MNLF, però el seu grup fou una facció (MNLF-Comitè Central) fins al març de 1984, quan es va canviar de nom a Front Islàmic d'Alliberament Moro i l'islam va esdevenir la ideologia oficial de l'organització (mentre el MNLF era secular). Com que el MNLF tenia el suport de Líbia, Egipte va donar suport a Salamat, però els ulemes que estaven darrere seu havien estudiat i eren pagats per Líbia. El MNLF-Comitè Central tenia el suport dels taung (el MNLF de Nur Misuari tenia el suport dels Maguindanaos i els tausung de Sulu). Misuari va rebutjar dirigir el govern provisional autònom, i el president filipí Ferdinand Marcos va nomenar un govern provisori que va organitzar el referèndum boicotejat pels partits moros. Després del referèndum es van crear dos petites regions autònomes (una a Mindanao Occidental i Sulu i una a Mindanao central); eleccions a les dues assemblees autònomes es van fer el 1979, també boicotejades pels moros i musulmans i es van posar en marxa governs amb reduïts poders i baixa legitimat, que foren poc efectius i no van resoldre el problema.
El sector de Misuari va mantenir part de l'organització. Dimasangkay Pundato va substituir Hashim. Una nova crisis es va obrir el març 1982 quan alguns caps del moviment van demanar reformes i intentar la unitat amb altres organitzacions com la Bangsa Moro Liberation Organization i la facció de Salamat Hashim. Misuari va rebutjar i va expulsar a tots els dissidents, que van formar el FANM-Reformista (MNLF-Reformist) dirigits per Pundato i basats a Malaysia que ambicionava la formació d'un estat islàmic amb Sabah, Sulu, Basilan, Tawi-Tawi i Palawan.
El 1984 el MNLF-CC va agafar formalment el nom de Front Islamic d'Alliberament Moro, i a mesura que continuaven les negociacions del MNLF amb el govern i el MILF mantenia les operacions armades contra el govern i els seus aliats al sud, el nombre de membres del MNLF descendia i el MILF va superar ràpidament al seu rival laic-nacionalista en poder de foc i de base suport. El 1986 el MNLF-Reformista es va diluir en el Moviment Democràtic i Popular de Mindanao.
El 1986 Marcos fou enderrocat per una revolta popular i una part de l'exèrcit. El setembre Nur Misuari va tornar al país, es va entrevistar amb la nova presidenta Cori Aquino a Sulu, i es va arribar a un acord per negociar a Jedah (Aràbia Saudita) sota els auspicis de l'Organització de la Conferència Islàmica. Aquestes negociacions, sense gaire èxit van durar fins al 1987 i mentre una nova constitució va establir provisions per l'establiment d'una zona autònoma al sud i a la regió de la Cordillera.
Finalment es va establir la regió autònoma (Autonomous Region of Muslim Mindanao, ARMM) i a les eleccions del febrer de 1990 per a l'executiu de l'assemblea autònoma va triomfar el candidat governamental Zacaria Candao (membre de fet del MNLF de Misuari). Un referèndum sobre l'autonomia a 13 províncies (el MNLF en reclamava 23) fou rebutjat, ja que degut a la forta emigració, els musulmans (que el 1903 eren el 73% de la població) només formaven el 28% dels habitants del sud (i en descens), i el vot favorable només va guanyar a 4 províncies i encara no veïnes: Lanao del Sud, Maguindanao, Tawi-tawi i Sulu, que finalment foren les que van formar la regió autònoma.
A l'octubre es van transferir a la Autonomous Region of Muslim Mindanai (ARMM) algunes competències. Nur Misuari seguia però encara a l'Aràbia Saudita; la pau formal no es va signar fins al novembre de 1993 i els darrers rebels del seu grup no van entregar les armes fins al 1994 (estaven dirigits per Abu Sayyaf, àlies de Abdurajak Abubakar Janjalani) que només un any després va crear el seu propi grup (Front d'Alliberament Nacional Moro-Consell de Comandament Islàmic, MNLF-Islamic Command Council of the MNLF).

## Negociacions i alto-el-foc
El president filipí Fidel Ramos va negociar amb el MNLF a Trípoli i el desembre de 1995 es va signar un altre acord, ja que el govern filipí buscava el suport d'aquest grup, però al mateix temps hi va haver enfrontaments amb la milícia cristiana Ituman, ja que els cristians del sud quedaven inclosos en la SZOPAD (Special Zone of Peace and Development). El 1996 el MNLF es va aliar al grup cristià Ilaga per promoure el desenvolupament al sud de les Filipines. La cort suprema filipina va desafiar els acords als quals el president havia arribat que van esdevenir quasi paper mullat. El 1996 es va establir el Southern Philippines Council for Peace and Development (SPCPD), òrgan del que la direcció va quedar en mans del MNLF. L'agost de 1996 Misuari i el president Fidel Ramos es van entrevistar com a pas previ a la signatura definitiva de la pau que fou signada solemnement a Manila l'1 de setembre de 1996. L'1 de setembre de 1996 Misuari fou elegit governador de la ARMM (era l'únic candidat) i va prendre possessió el 20 de setembre. El 22 d'octubre va assolir també la direcció del SPDCD. En aquest temps uns dos mil combatents del MNLF van passar al MILF.
El desembre de 1998 Jalanjani, cap d'Abu Sayyaf, va morir en combat a Basilan. El març de 1999 s'havien de fer eleccions per l'executiu de la ARMM però foren posposades per la situació de violència. Misuari es va entrevistar amb Hashim Salamat, el cap del MILF, al seu quarter d'Abubakar a la selva, però sense cap resultat concret.
L'agost del 2001 es va fer un referèndum per expandir l'ARMM però de les 15 províncies i 9 ciutats consultades (cobertes per la SZOPAD) només 5 províncies i 1 ciutat van votar a favor. Quan poc després es van fer les eleccions Misuari fou desplaçar pel candidat de la nova presidenta Gloria Macapagal Arroyo; Misuari va tornar a les armes i va iniciar atacs a les tropes del govern abans de fugir cap a Malàisia, però allí fou arrestat i entregat al govern filipí i fou empresonat. El 2008 romania en arrest domiciliari i el 2 d'abril, Muslimin Sema, alcalde de la ciutat de Cotabato va deposar Nur Misuari, i es va proclamar nou cap del MNLF (era la segona vegada que Misuari era deposat per un dels seus lloctinents).